# SMS Wien
Le SMS Wien est un des trois navires de défense côtière de classe Monarch construits par l'Autriche-Hongrie dans les années 1890. Après sa commission, le Wien participe à l'Escadre Internationale chargée du blocus de la Crète durant la guerre gréco-turque (1897). Les trois navires de la classe Monarch (Budapest et Monarch) effectuent plusieurs croisières d'entraînement en Méditerranée au début des années 1900. Ils constituent la première division lourde de la marine austro-hongroise, jusqu'à leur remplacement par la génération des pré-dreadnoughts de la classe Habsburg au changement de siècle. En 1906, les trois Monarch sont placés en réserve et leur utilisation restreinte à des exercices d'entraînement d'été.
Au déclenchement de la Première Guerre mondiale, Wien et ses sister-ship sont affectées à la 5e Division, qui est envoyée à Kotor (Cattaro) en août 1914. Elle doit y attaquer l'artillerie monténégrino-française qui bombarde le port. La division y reste jusqu'à la mi-1917. Wien et Budapest sont envoyés à Trieste en août 1917. Ils bombardent les fortifications italiennes du golfe de Trieste.
Dans la nuit du 09 au 10 décembre, deux torpilleurs italiens parviennent à percer les défenses du port de Trieste, et lancent plusieurs torpilles vers le Wien et le Budapest, qui sont à l'ancre. Si le Budapest n'est pas atteint, le Wien est touché à deux reprises, et coule en cinq minutes. 46 membres d'équipage périssent.
Les Italiens effectueront le renflouement du Wien durant les années 1920.

## Description et construction

### Description

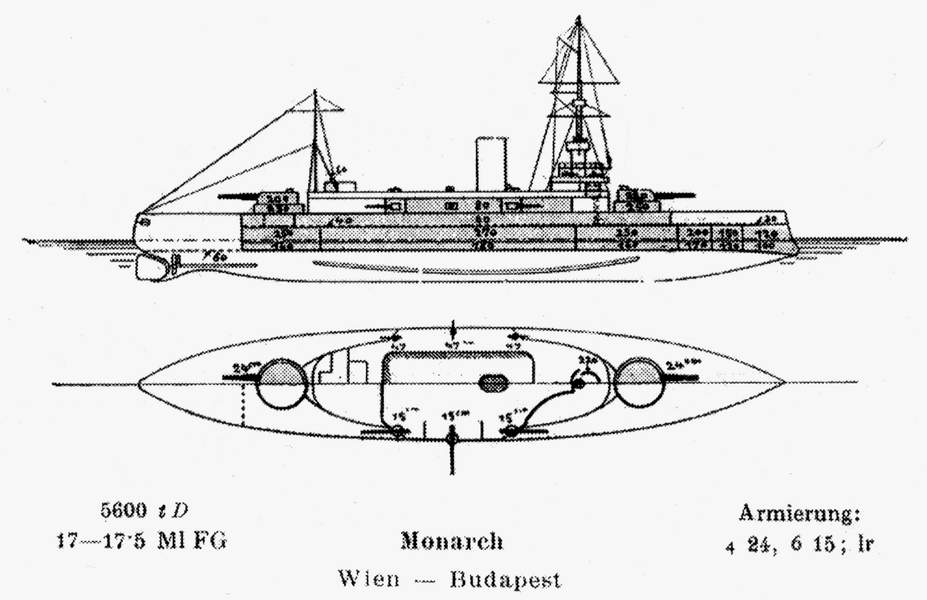
Vues de droite et de dessus de la classe Monarch ; la zone hachurée est blindée.

Avec un déplacement maximum de 5 785 t, la classe Monarch fait moins de la moitié de la taille des navires de guerre des principales marines de l'époque et ses navires sont officiellement désignés navires de défense côtière. Le gouvernement austro-hongrois de cette période pense que le rôle de la marine se limite à la défense des côtes.
Wien a une longueur hors tout de 99,22 m, un maître-bau de 17 m et un tirant d'eau de 6,4 m,. Ses deux quadruples cylindres moteurs verticaux à vapeur triple-expansion produisent un total de 8 500 hp (8 618 ch) utilisant la vapeur de cinq chaudières cylindriques. Cela permet au navire une vitesse maximale de 17,5 noeuds. Avec sa charge maximale de 500 tonnes de charbon, le Wien a un rayon d'action de 3 500 milles nautiques à une vitesse de 09 noeuds.
Le Wien peut embarquer 26 officiers et 397 hommes d'équipage, soit un total de 423 personnes.

### Armement
L'armement de la classe Monarch est composée de quatre canons Krupp de 24 cm L/40 K94, montés en tourelles doubles, à l'avant et à l'arrière de la superstructure. Les navires transportent 80 obus pour chaque canon.
L'armement est complété par six canons de 150 de marque Škoda, situés dans les casemates de la superstructure. La défense contre les torpilleurs est fournie par quatorze canons à tir rapide de 47 mm  : quatre Hotchkiss et dix variantes Škoda (47 mm SFK L/33 H et 47 mm SFK L/44 S).
Les navires ont encore deux tubes lance-torpilles de 450 mm. Chaque tube est équipé de deux torpilles.
En 1917, un canon anti-aérien Škoda 7 cm K10 est installé,.

### Blindage
L'épaisseur du blindage de la ceinture nickel-acier du navire varie de 120 mm à 270 mm, et celle des tourelles fait 250 mm. Les côtés des casemates ont un blindage de 80 mm d'épaisseur, alors que celui du kiosque fait 220 mm.
Le blindage du pont du Wien fait 40 mm d'épaisseur.

### Construction
Les navires de la classe Monarch sont commandés en mai 1892. Le Budapest et le Wien sont construits aux chantiers Stabilimento Tecnico Triestino de Trieste. La pose de la quille des deux navires se déroule le 16 février 1893. Ils sont les premiers de la classe à être lancés. Le Wien est baptisé le 7 juillet 1895 par la comtesse Kielmannsegg, épouse du gouverneur de la Basse-Autriche.
Les essais en octobre 1896 donnent satisfaction : 8 500 ch et 17,6 noeuds,.
La commission pour le Wien passe le 13 mai 1897.

## Carrière

### Période de paix

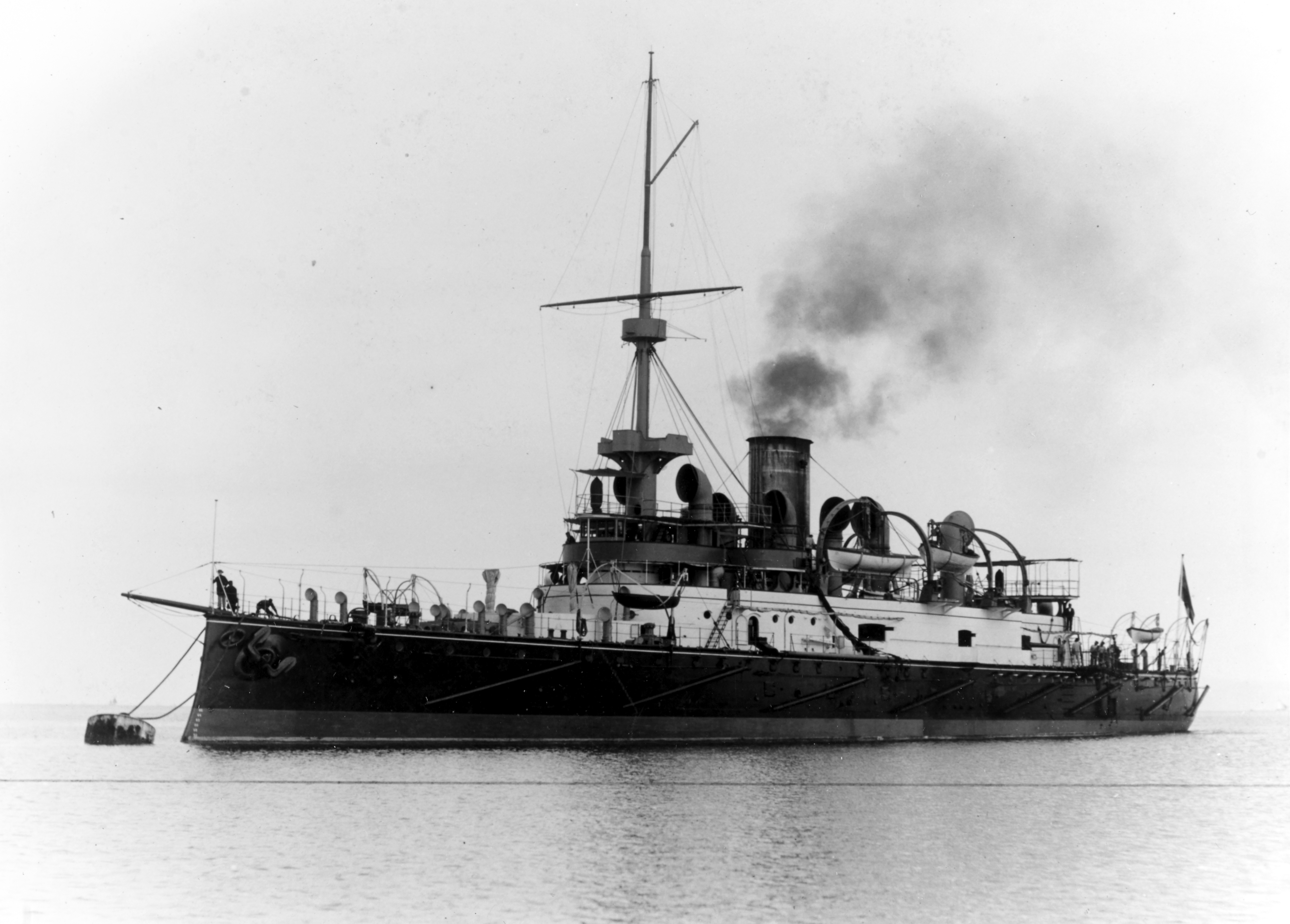
SMS Wien au mouillage vers 1898.

Le 11 août 1896, le cuirassé participe au sauvetage d'un navire de commerce.
Le 12 juin 1897, un accident à l'embouchure du Tage cause la perte d'un homme d'équipage.
Le Wien prend part au jubilé de diamant de la Reine Victoria et à la revue navale du 26 juin 1897 à Spithead. Puis, elle participe à partir du 7 septembre 1897 à l'Escadre Internationale chargée du blocus de la Crète lors de la guerre gréco-turque de 1897. Le Wien reste dans la région, suite au différent austro-turc à Mersina.
Après son retour à Pola le 16 avril 1898, Wien et ses sister-ships constituent la première Division lourde de la marine (I. Schwere Divisio) en 1899. La division fait des croisières d'entraînement en Méditerranée orientale, où elle visite les ports de Grèce, du Liban, de Turquie et de Malte plus tard dans l'année. Au début de 1902, une autre croisière d'entraînement en Méditerranée occidentale, où elle visite les ports d'Algérie, d'Espagne, de France, d'Italie, puis Corfou et l'Albanie. Le navire est muni au début de l'année suivante d'une radio Siemens-Braun.
L'archiduc François-Ferdinand d'Autriche, l'héritier du trône, inspecte la division en mars 1903 à Dubrovnik-Gruž (Ragusa-Gravosa). Peu après, le Wien, le Budapest, le pré-dreadnought SMS Habsburg (2) et le croiseur-torpilleur Magnet font une croisière en Méditerranée orientale. Le Wien est navire amiral de la division jusqu'à l'arrivée, le 13 mai, à Salonique, dans l'Empire Ottoman. La mission est d'y défendre les intérêts austro-hongrois, après plusieurs actes terroristes commis contre des citoyens austro-hongrois. Le groupe naval retourne à Pola le 10 juin, et le Wien reprend la marque de navire amiral.
En 1904, les navires de la classe Monarch forment la Deuxième Division lourde. Ils prennent part à la croisière de 1904 dans l'Adriatique et dans les mers méditerranéennes, ainsi qu'aux exercices d'entraînement. Lors de ceux-ci, les trois classe Habsburg engagent le Budapest et ses sister-ships dans un combat simulé. C'est la première fois, dans la marine austro-hongroise, que deux escadres homogènes composées de navires de guerre modernes opèrent ensemble.
En 1905, Wien fait une croisière en Méditerranée orientale (Levant) et visite des ports de Grèce, de l'Empire Ottoman, d'Egypte et d'Albanie. En été 1905, le navire s'échoue durant un exercice de nuit au large de l'île de Mljet (Méléda). Il faut deux essais au Budapest et au Habsburg pour l'extraire. Le navire doit être mis en cale sèche pour réparer.
Les Monarch sont relégués le 1er janvier 1906 à la toute nouvelle escadre de réserve, et ne sont réarmés que pour les exercices d'été,.
Ils participent ainsi aux grandes manoeuvres de 1906, puis à la revue navale de septembre par l'archiduc François-Ferdinand d'Autriche, qui se déroule dans le canal de Koločepski près de Šipan.
Le 23 août 1908, le Wien s'échoue en entrant dans le port de Lésina. Il est rapidement renfloué.
Les navires sont brièvement réarmés au début 1913 en tant que 4e Division après le déclenchement de la Seconde guerre des Balkans, mais désarmés le 10 mars. Fin mai 1913, les Monarch ne sont plus de la 2e escadre. Ils sont voués à la formation. Le sort du Wien n'est pas défini, mais une partie de son équipage est annoncé pour compléter celui du Tegetthoff.

### Première guerre mondiale

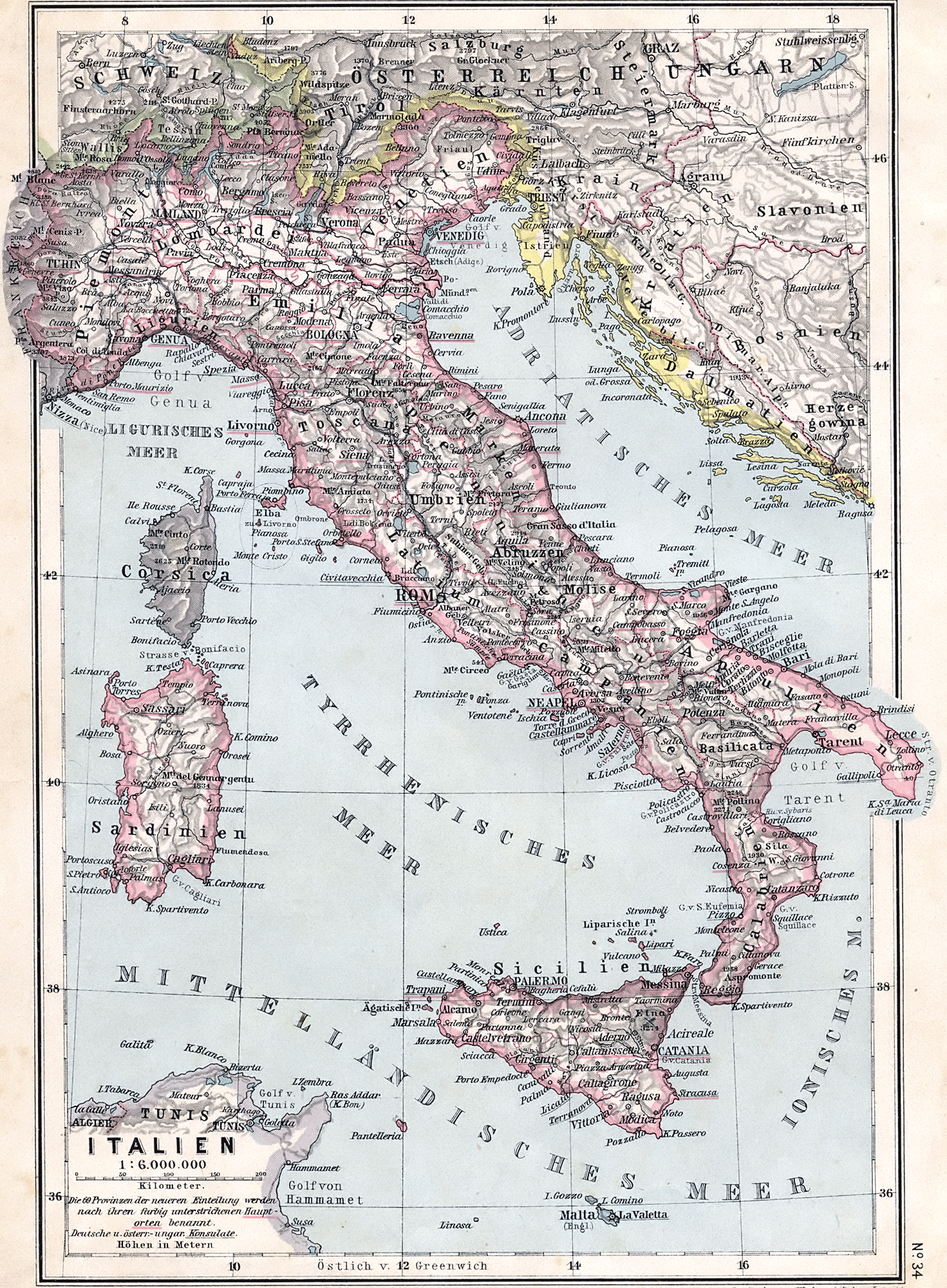
L'Italie en 1905 avec Trieste et Pola tout en haut de la mer Adriatique (à droite).

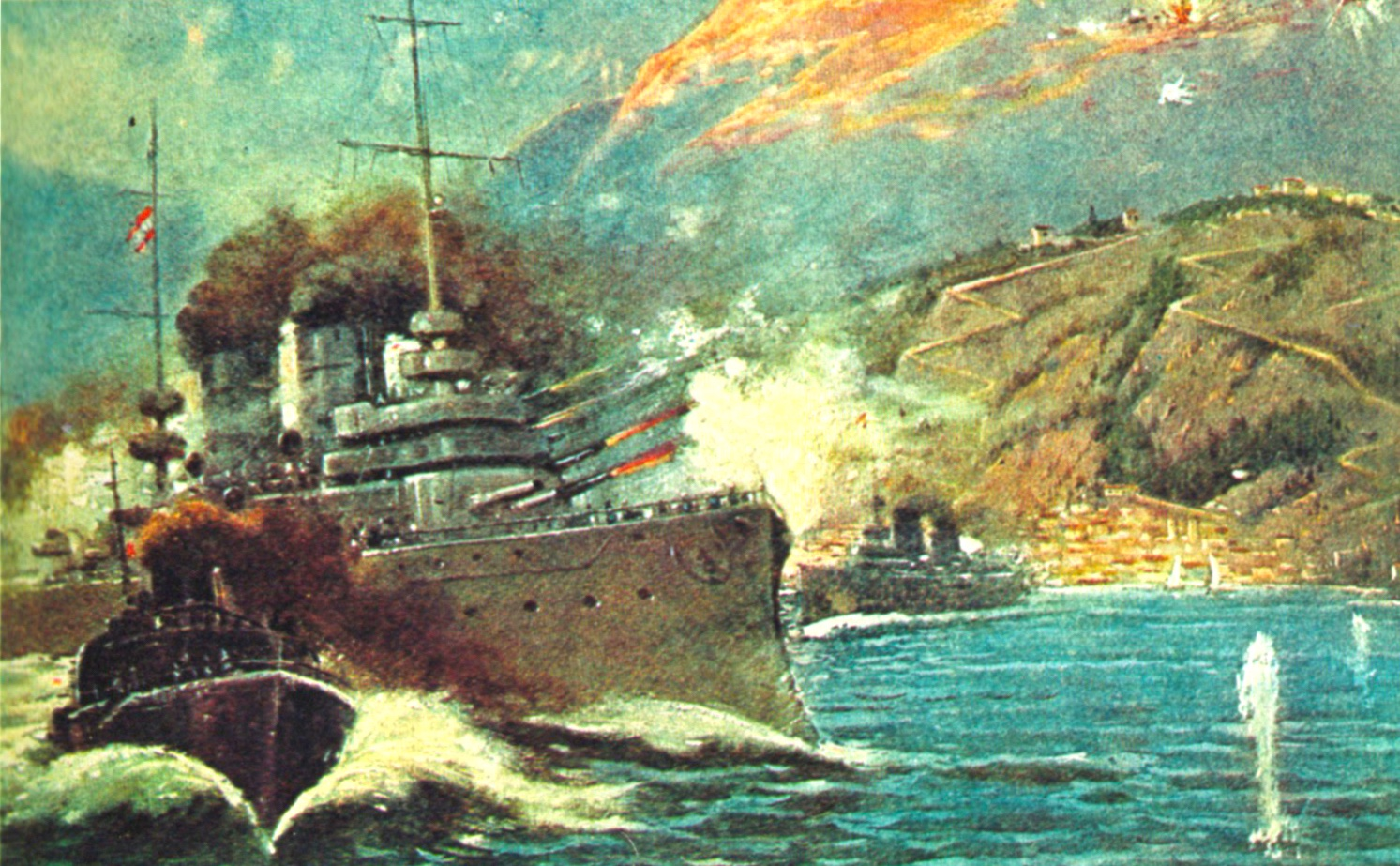
Les Monarch canonnent l'artillerie sur le mont Lovćen

Au déclenchement de la Première Guerre mondiale, les trois Monarch sont réarmés dans la 5è Division. Ils sont envoyés dans la baie de Kotor (Cattaro) en août 1914 pour attaquer les batteries d'artillerie monténégrines du mont Lovćen, qui bombardent la base navale austro-hongroise de Cattaro et les fortifications qui la défendent. Budapest et ses sister-ships arrivent le 13 août, mais leurs canons ne s'élèvent pas suffisamment (de -4° à +25°) pour engager les batteries ennemies, que huit canons français ont renforcées le 19 octobre. Le pré-dreadnought Radetzky doit intervenir deux jours plus tard. Il réussit à frapper plusieurs canons français, forçant les autres à se retirer le 27 octobre. Les Monarch restent à Cattaro jusqu'à mi-1917 pour prévenir toute nouvelle attaque. En août, Budapest et Wien sont transférés à Trieste pour servir de navire de garde contre les raids des commandos italiens. Après leur arrivée le 26 août, chaque navire est équipé d'un canon anti-aérien pour contrer les constantes attaques aériennes des Italiens. Le 05 septembre, un coup manque de peu le Wien, mais l'endommage. Les deux navires se replient sur Pola le 12 septembre, puis retournent à Trieste le 30 octobre.

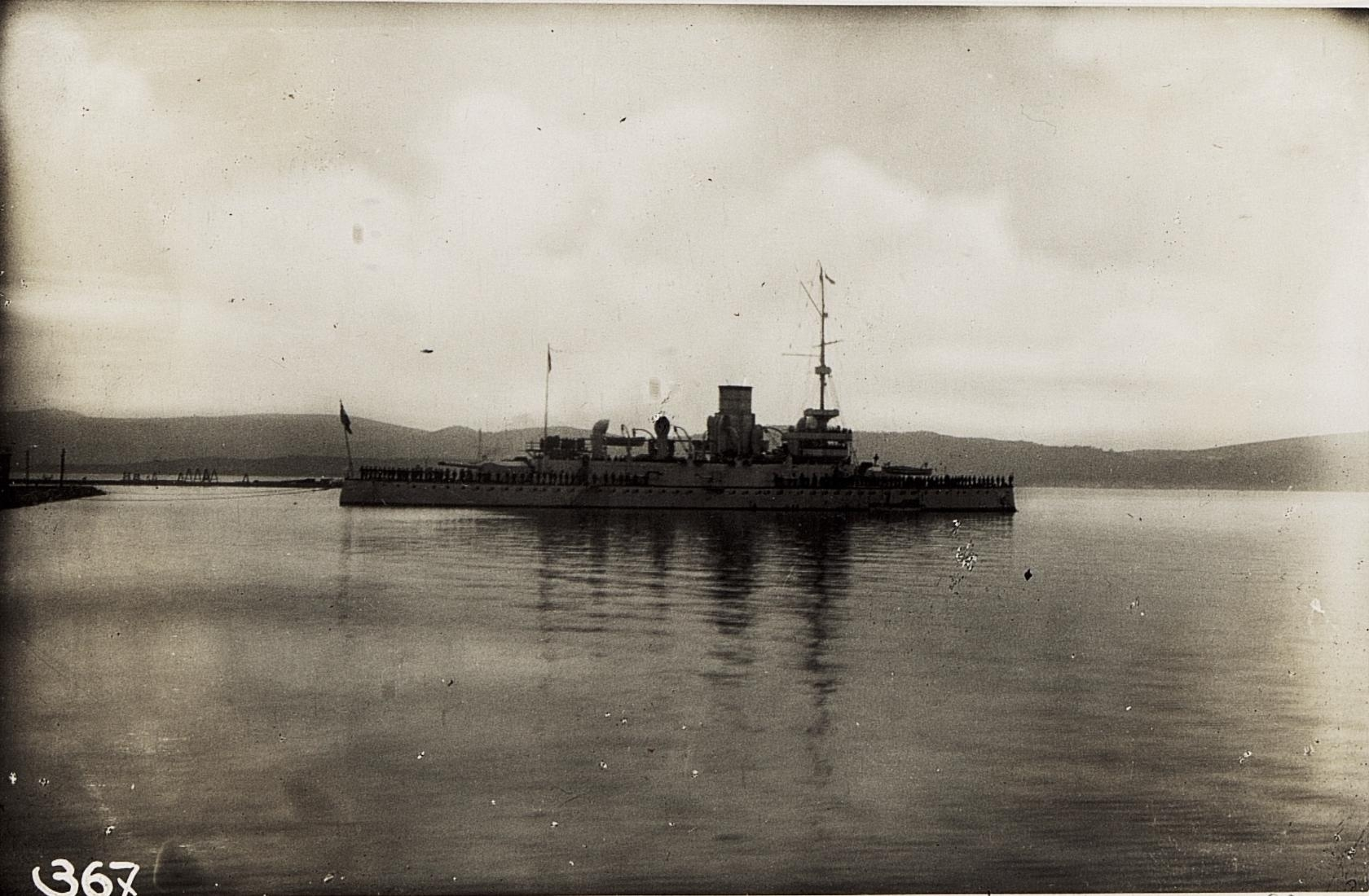
Le Wien dans le port de Theodo.

Le 16 novembre, ils sortent dans le golfe de Trieste pour attaquer les défenses côtières et les fortifications italiennes de Cortellazzo, près de l'embouchure de la Piave. Budapest et Wien ouvrent le feu à 10 h 35 à une distance d'environ 9–10 km et frappent la plupart des canons italiens en environ trente minutes. Le bombardement est interrompu par plusieurs attaques aériennes italiennes, qui échouent, jusqu'à l'attaque plus coordonnée, vers 13 h 30, de cinq torpilleurs MAS et cinq avions. Cela échoua encore, et le dernier canon de défense côtière italien est atteint une heure plus tard. Wien est touché à sept reprises dans la superstructure, mais n'est que légèrement endommagé. Aucun tué n'est à déplorer parmi l'équipage.
Soucieux de se venger des Austro-Hongrois, la Regia Marina (marine royale italienne) échafaude des plans pour une attaque furtive des navires austro-hongrois dans leur mouillage de la baie de Muggia, près de Trieste, par des lancements de MAS. Dans la nuit du 09 au 10 décembre, deux torpilleurs MAS parviennent à percer les défenses du port. Ils tirent des torpilles sur le Wien et le Budapest à 2 h 32. Les torpilles ratent le Budapest, mais le Wien est touché par deux torpilles tirées du MAS 9, commandé par le lieutenant de vaisseau (tenente di vascello) Luigi Rizzo. Les engins font un trou de 10,5 m de large à côté des chaufferies. Toutes les portes étanches du Wien étant ouvertes, le navire chavire en cinq minutes. L'attaque tue 46 membres d'équipage. L'acteur et réalisateur tchèque Jan Sviták est un des rescapés.
Les deux torpilleurs italiens s'enfuient sans être détectés. Rizzo est récompensé de la Médaille d'or de la Valeur Militaire.

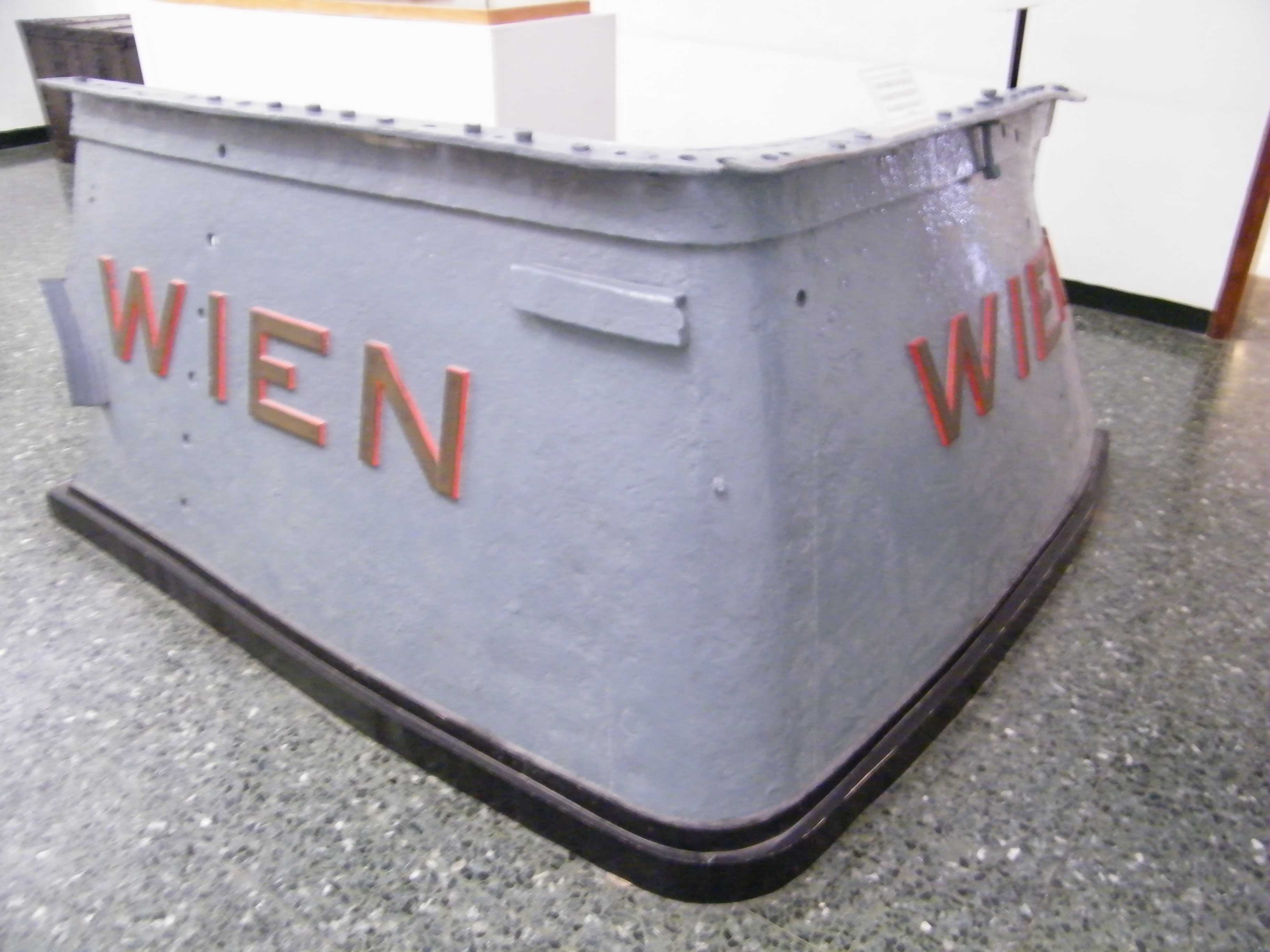
Section de la proue du Wien au Musée d'histoire navale de Venise.

#### Renflouement
Le Wien est enfoui dans la boue du port à une profondeur de 16,5 m. La Kriegsmarine ordonne son renflouement le 14 décembre, avant d'y renoncer le 07 juin.
Les Italiens s'en chargeront durant les années 1920. Une section de la proue du Wien se trouve au Musée d'histoire navale de Venise.

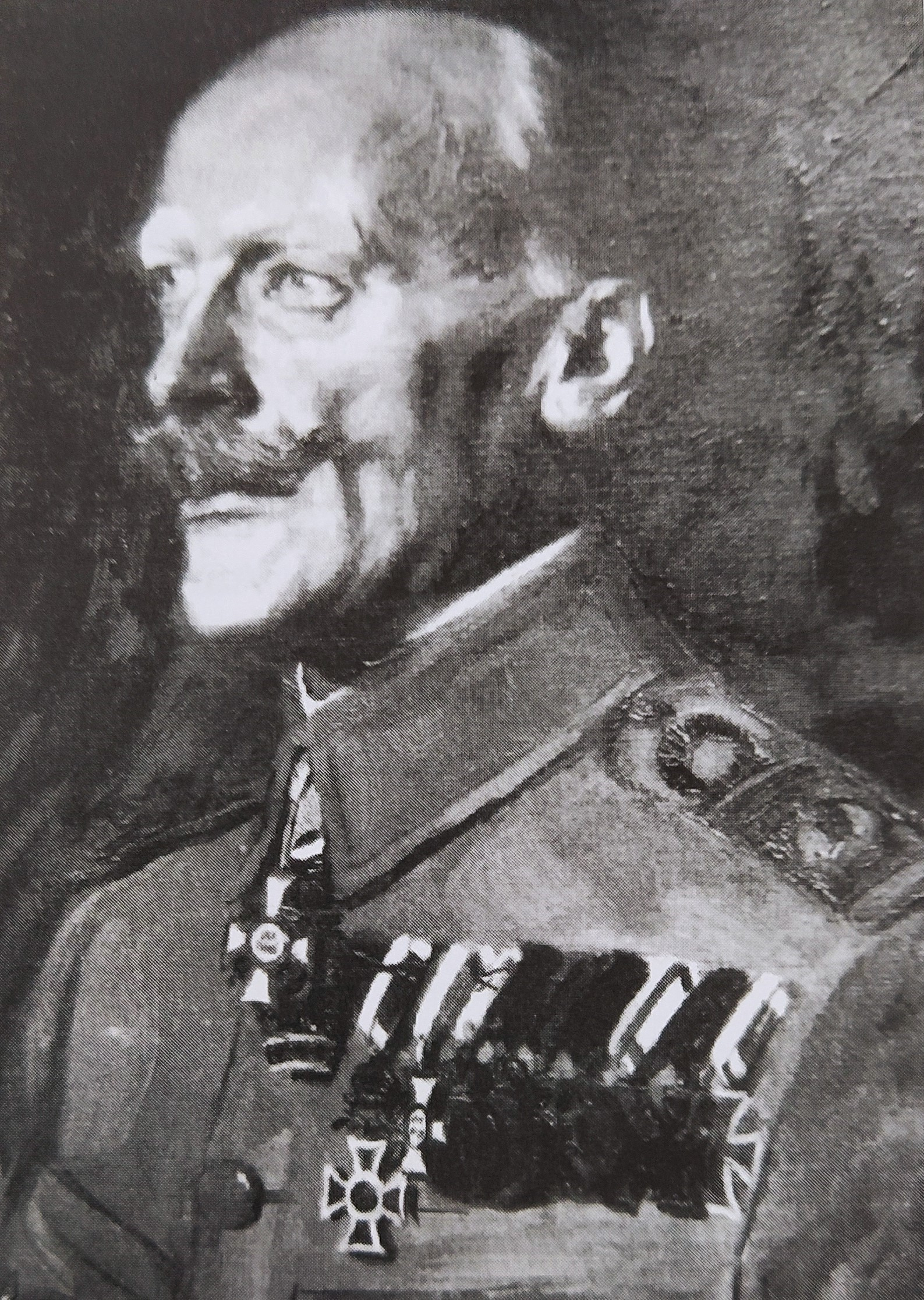
Le vice-amiral Alfred Von Koudelka.

#### Cour martiale
Le 14 décembre, la marine convoque une cour martiale contre le vice-amiral Alfred von Koudelka, commandant du district naval, les capitaines des deux navires et le commandant des défenses navales de Trieste. Le 16 janvier 1918, le tribunal les condamne pour n'avoir pas pris toutes les précautions possibles pour protéger les navires et pour ne pas s'être assurés qu'elles avaient été prises. Le tribunal recommande la mise à la retraite de Koudelka et des deux capitaines, ainsi que le retour du commandant des défenses navales de Trieste à son ancien statut de réserviste. L'Empereur Charles Ier d'Autriche approuve ces recommandations le 23 janvier.

## Capitaines duWien
De nombreux capitaines du cuirassé Wien seront amiraux de la k.u.k. Kriegsmarine, ou commandant d'autres marines après 1918.
| Période   | Nom                                            | Photo |
| --------- | ---------------------------------------------- | ----- |
| 1897      | Ferdinand Gebhardt von Rauensee (cs)           |       |
| 1897-1898 | Konstantin Edler von Pott (cs)                 |       |
| 1898      | Wladimir Golkowski                             |       |
| 1898      | Alois Praprotnik (cs)                          |       |
| 1899      | Karl Urbanitsky                                |       |
| 1899-1900 | Viktor Bless von Sambuchi (cs)                 |       |
| 1900-1901 | Emanuel Haračić                                |       |
| 1901-1902 | Miecislaus von Siemuszowa-Pietruski (cs)       |       |
| 1902      | Franz Eisert                                   |       |
| 1902-1903 | Lazar Schukić (cs)                             |       |
| 1903-1904 | Karl Kailer von Kaltenfels                     |       |
| 1904      | Adolf Sobieczky (cs)                           |       |
| 1904      | Anton Pietzuk                                  |       |
| 1905      | Anton Hesse                                    |       |
| 1905      | Léonidas Pichl                                 |       |
| 1905-1906 | Karl Obermüller                                |       |
| 1906-1907 | Josef von Schwarz (cs)                         |       |
| 1907-1908 | Oskar Gassenmayr (cs)                          |       |
| 1908      | Richard von Barry (cs)                         |       |
| 1908-1909 | Rudolf Brosch (en)J.O. de Paris 1900 (fleuret) |       |
| 1909      | Alois Accurti (it)                             |       |
| 1909      | Emil Wilde                                     |       |
| 1910      | Franz Budik                                    |       |
| 1911-1912 | Josef Culot                                    |       |
| 1912      | Bogumił Nowotny (pl)                           |       |

Informations des registres de la k.u.k. Kriegsmarine.

### Sources
- (en) Cet article est partiellement ou en totalité issu de l’article de Wikipédia en anglais intitulé « SMS Wien » (voir la liste des auteurs).